# Inocybe fulvella
Inocybe fulvella är en svampart som beskrevs av Bres. 1892. Inocybe fulvella ingår i släktet Inocybe och familjen Inocybaceae.   Inga underarter finns listade i Catalogue of Life.